# 公益社団法人及び公益財団法人の認定等に関する法律
公益社団法人及び公益財団法人の認定等に関する法律（こうえきしゃだんほうじんおよびこうえきざいだんほうじんのにんていとうにかんするほうりつ、平成18年6月2日法律第49号）は、公益法人の認定等に関する日本の法律である。通称は公益法人認定法。
所管官庁は内閣府配下に設けられる公益認定等委員会で、その事務局として内閣府大臣官房に公益法人行政担当室が置かれる。

## 概要
公益法人制度改革により、公益法人制度は従来の仕組みから、一般社団法人及び一般財団法人と公益社団法人及び公益財団法人の二つに改組された。本法律は、行政改革関連5法案のうち公益法人制度改革関連3法案の1つとして作成され、公益法人の認定に関する制度と認定基準や、公益法人による事業の適正な実施を確保するための措置などを定めている。
本法律により、公益法人の認定と監督は、独立した合議制機関の答申に基づいて内閣総理大臣又は都道府県知事（以下「行政庁」という。同法第3条参照。）の権限で行う制度となった。国には内閣府に7人の民間人委員からなる公益認定等委員会が設置され、都道府県にも民間人合議制機関が設置されている。一般社団法人・一般財団法人は、行政庁に公益認定（同法第4条）を申請し、これらの合議制機関の答申に基づき、行政庁から認定されると公益社団法人・公益財団法人となる。もっとも、公益社団法人・公益財団法人も、あくまで（公益認定を受けた）一般社団法人・一般財団法人であり、一般社団法人・一般財団法人に関する法令も適用されることに注意が必要である。
公益法人として満たすべき事項は、第5条に18の号、第6条に6の号が掲げられているほか、第2章第2節にも規定されている。このうち、財務に関するものは、公益目的事業比率(正味財産増減計算書内訳表における公益目的事業会計の費用の額が全費用額に占める割合）が50%以上であること、収支相償、事業年度末日時点の遊休財産額がその事業年度の公益目的事業費の額を超えないこと、公益目的事業財産は公益目的事業を行うために使用し、又は処分しなければならないこと　の４つである。
都道府県は、同法及びその施行令・施行規則に従い事務を行うほか、公益認定等ガイドラインが地方自治法に基づく技術的助言として通知されている。また、内閣総理大臣は、この法律及びこれに基づく命令の規定による事務の実施に関して地域間の均衡を図るため特に必要があると認めるときは、都道府県知事に対し、第28条第1項の勧告若しくは同条第3項の規定による命令又は第29条第2項の規定による公益認定の取消しその他の措置を行うべきことを指示することができる。

## 公益目的事業
「公益目的事業」とは、「別表各号に掲げる種類の事業であって、不特定かつ多数の者の利益の増進に寄与するもの」と定義されている（第2条第4号）。
「不特定かつ多数の者の利益の増進に寄与するもの」であるかどうかの判断基準としては、公益認定等ガイドラインの中の「公益目的事業のチェックポイントについて」で具体的な着眼点と基本的な考え方が示されている。「不特定かつ多数」と言っても、具体的に数の多少が問題とされるわけではなく、受益の機会が一般に開かれているかどうかを基本とし、極論的には例えば難病患者など、目的から見て合理的な受益者限定の結果として受益者が1人であっても特に問題はない。
別表には第23号として「前各号に掲げるもののほか、公益に関する事業として政令で定めるもの」とあるが、2024年5月現在、制定されていない。しかしながら、第14号に「男女共同参画社会の形成その他のより良い社会の形成の推進」とあるので、特定非営利活動促進法の別表における「まちづくり」と同じく、これをいわゆるバスケット・クローズ（ほかの号に当てはまらない場合の受け皿）として利用することが可能であることは、公益認定等委員会の議事録からも確認されている。

### 別表23事業
別表の23の事業とは、以下のものを目的とする事業である。
1. 学術、科学振興
2. 文化、芸術振興
3. 障害者、生活困窮者、事故・災害・犯罪の被害者の支援
4. 高齢者福祉の増進
5. 勤労意欲のある人への就労支援
6. 公衆衛生の向上
7. 児童、青少年の健全育成
8. 勤労者の福祉向上
9. 教育、スポーツを通じて国民の心身の健全発達に寄与
10. 犯罪防止、治安維持
11. 事故や災害の防止
12. 人種、性別などによる不当差別の防止、根絶
13. 思想及び良心の自由、信教の自由、表現の自由の尊重や擁護
14. 男女共同参画社会の形成その他のより良い社会の形成の推進
15. 国際相互理解の促進、開発途上国への国際協力
16. 地球環境保全、自然環境保護
17. 国土の利用、開発、保全
18. 国政の健全な運営確保に資する
19. 地域社会の健全な発展
20. 公正、自由な経済活動の機会確保
21. 国民生活に不可欠な物資、エネルギーの安定供給の確保
22. 一般消費者の利益の擁護、増進
23. その他、公益に関する事業として政令で定めるもの

## 収支相償
収支相償とは、第5条6号（認定時：見込み）及び第14条（認定後：実績）の、「その行う公益目的事業について、当該公益目的事業に係る収入がその実施に要する適正な費用を償う額を超えない」とする規定のことをいう。
この規定の判定においては、特定費用準備資金への積み立ては費用としてカウントされる他、公益目的保有財産の取得に支出されたもの等も費用とみなされるため、黒字であっても、それを公益目的に使用する限りはこの規定をクリアすることはできる。また、公的目的事業は、同一の目的のものであれば一つの公益目的事業としてまとめることができるため、まとめることによっていわば黒字と赤字の損益通算ができる。したがって、赤字事業でなければ公益目的事業として認定されないとか、赤字を補助金で埋める法人でなければ公益認定されないという認識は誤りである。
具体的には、収支相償は2段階からなるテストが行われる。第1段階での黒字は1-2年で費消しきってしまうか、それよりは長いタイムスパンながら、最終的には費消しきってしまわなければならない特定費用準備資金への積立てにまわさなければならない。しかし、第2段階のテストでは、特定費用準備資金への積立てのほかに、公益目的保有財産の取得のための支出や、公益目的保有財産の取得・改良のための積立てに回すことが出来る。公益目的事業が一つだけの法人は、第1段階のテストを経ずに第2段階のテストが行われるので、公益目的事業の黒字を公益目的保有財産の取得等にあてることができる。また、収益事業等会計や法人会計から公益目的事業会計への他会計振替や、複数の公益目的事業を行っている場合における複数の公益目的事業に共通する収益も第2段階になってから算入される。他に、指定正味財産の部の収益となる指定寄附は、収支相償の計算には含まれない。

## 法律の成立まで
- 2006年3月10日 - 閣議決定、第164回通常国会の衆議院に本法律案を提出。
- 2006年3月23日 - 衆議院で審議入り。
- 2006年4月19日 - 衆院行政改革特別委員会で一部修正し可決。
- 2006年4月20日 - 衆議院本会議で可決。
- 2006年4月24日 - 参議院で審議入り。
- 2006年5月25日 - 参議院行政改革特別委員会で可決。
- 2006年5月26日 - 午前に行われた参議院本会議で可決、本法案が成立。